# 岐阜県道89号高山上宝線
岐阜県道89号高山上宝線（ぎふけんどう89ごう たかやまかみたからせん）は、岐阜県高山市冬頭町から同市上宝町長倉割石平に至る県道（主要地方道）である。

## 概要

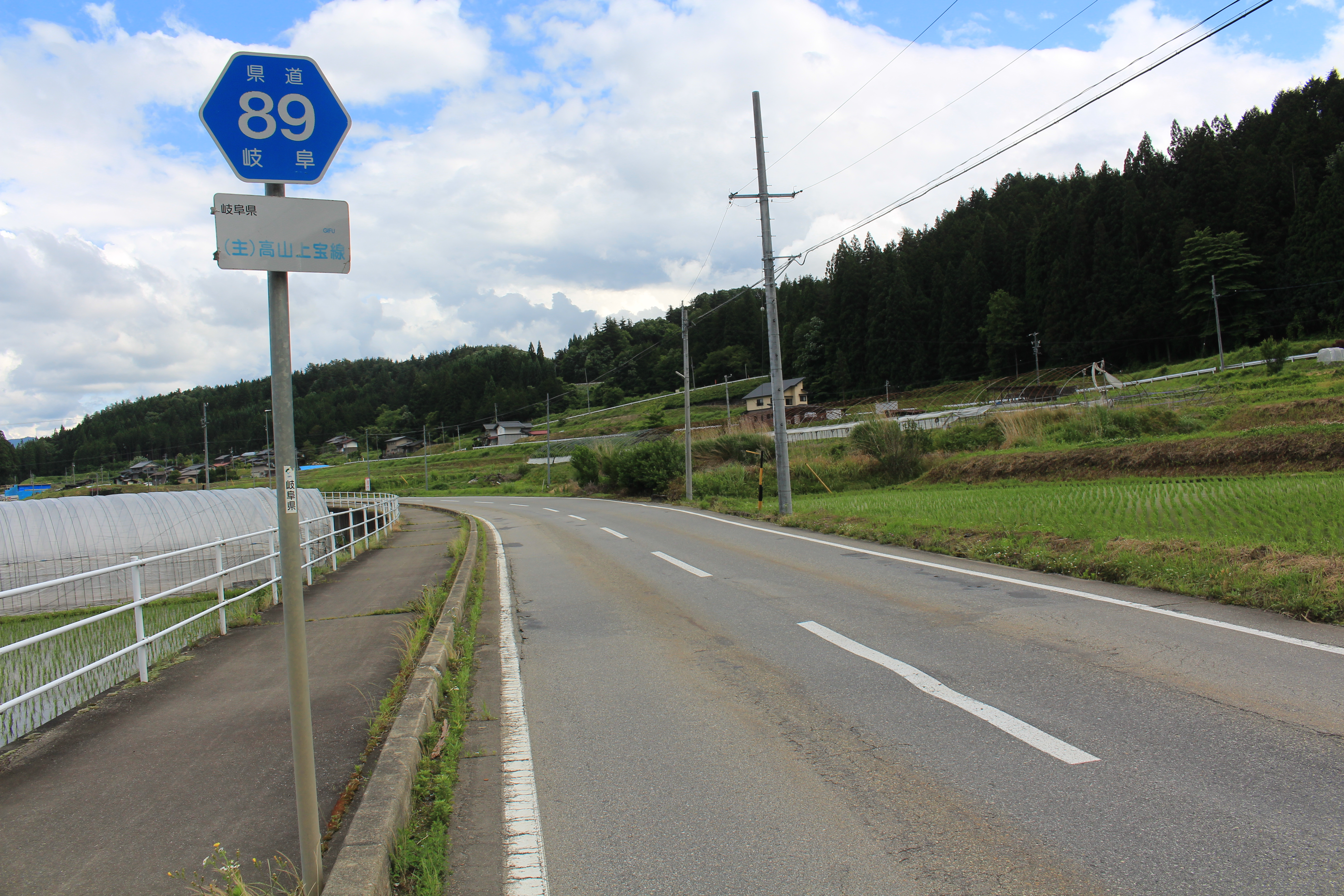
岐阜県道89号高山上宝線、高山市丹生川町新張にて

平成の大合併により高山市内の路線となった。高山市冬頭町の国道41号から旧丹生川村を経由し、トヤ峠を越えて旧上宝村の国道471号までを結ぶ。
丹生川ダム建設に伴い、荒城温泉恵比寿之湯（高山市丹生川町折敷地）から上宝町側の区間がダムに沈んだため、付替え道路が高山大山林道方面に少し上った所に建設された。
冬季は丹生川ダム管理所入口から高山市上宝町鼠餅（岐阜県道473号鼠餅古川線起点）までの区間が通行止めとなるが、高山大山林道及び市道、岐阜県道473号鼠餅古川線へ迂回して復帰し同市上宝町鼠餅沢上谷付近までは通行可能。
ただし、そこから先の岐阜県道477号長倉神岡線交点までの区間も冬季通行止めとなる為、冬季は通り抜けが出来ない。
2016年（平成28年）4月1日を以て国道41号の冬頭町交差点（同市冬頭町）から金桶橋（高山市国府町金桶）までの越中東街道区間（高山国府バイパスに並行する旧道区間）が国道の指定から外れて岐阜県に移管された。これに合わせて2016年3月31日に冬頭町交差点から本路線の旧起点である下切町交差点までの区間が本路線に指定され、起点が変更された。

### 路線データ
- 起点：岐阜県高山市冬頭町（冬頭町交差点=国道41号交点）
- 終点：岐阜県高山市上宝町長倉割石平（高原橋北=国道471号交点）

## 歴史
- 2016年（平成28年）3月31日 - 区域および起点の変更。起点が高山市下切町（下切町交差点）から延長され、同市冬頭町（冬頭町交差点）に変更される[1]。

## 路線状況

### 重複区間
- 岐阜県道471号谷高山線：高山市冬頭町（冬頭町交差点） - 同市下切町（下切町交差点）間
- 岐阜県道477号長倉神岡線：高山市上宝町新田 - 高山市上宝町長倉間

## 地理

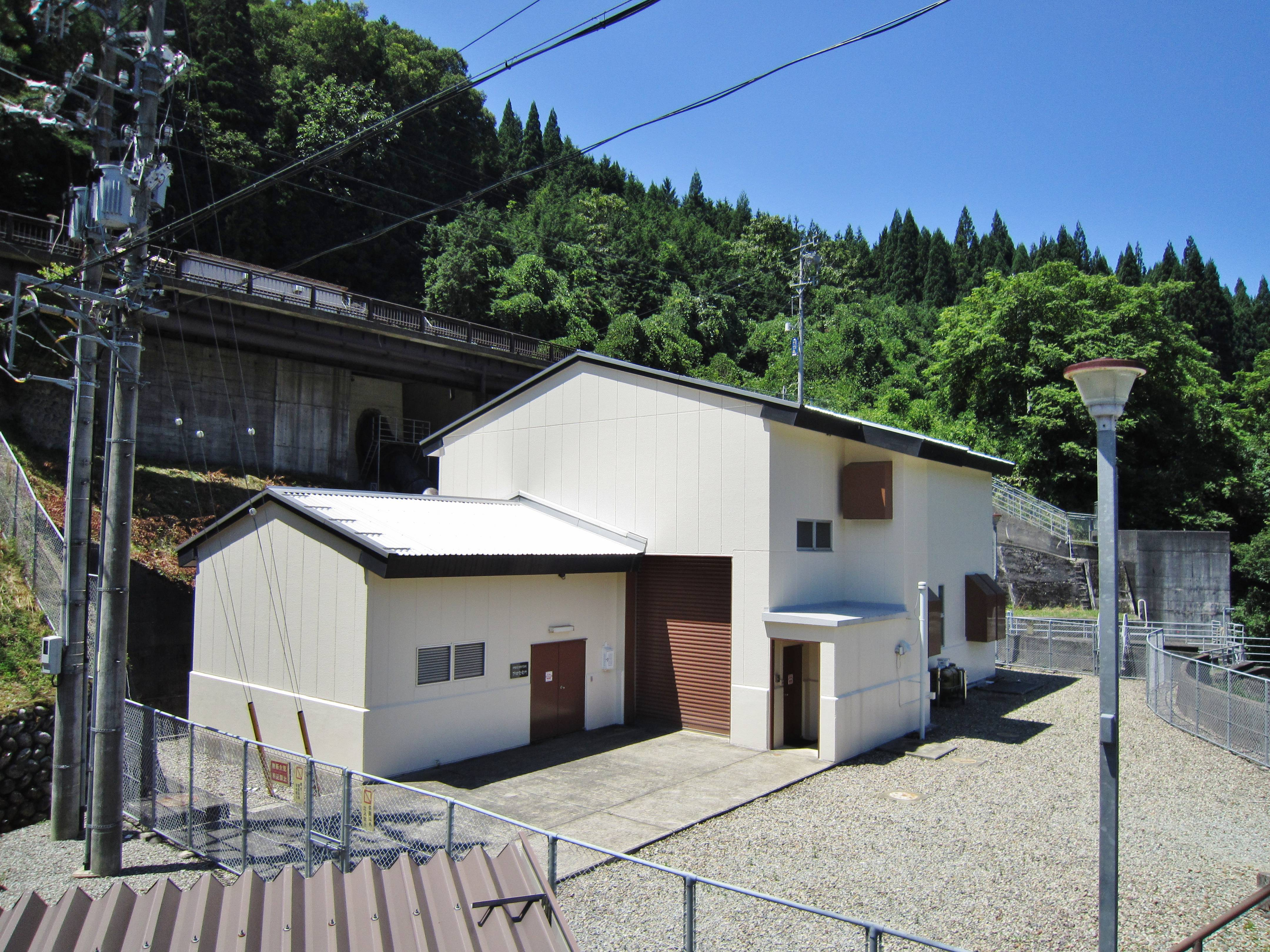
下切発電所の水圧管路をまたぐ岐阜県道89号

- 沿線には中部電力の下切発電所や飛騨エアパークなどがある。

### 通過する自治体
- 岐阜県
  - 高山市

### 交差する道路
- 国道41号高山バイパス・高山国府バイパス：高山市冬頭町（冬頭町交差点）
- 岐阜県道460号石浦陣屋下切線：高山市松本町（松本町北交差点）
- 岐阜県道471号谷高山線：高山市下切町（下切町交差点）
- 岐阜県道458号町方高山線：高山市丹生川町町方
- 国道158号：高山市丹生川町町方（町方交差点）
- 岐阜県道459号白井北方線：高山市丹生川町北方
- 岐阜県道473号鼠餅古川線：高山市上宝町鼠餅
- 岐阜県道477号長倉神岡線：高山市上宝町新田
- 国道471号：高山市上宝町長倉